# غريت كينشيل (باكينجهامشير)
غريت كينشيل (بالإنجليزية: Great Kingshill)‏ هي قرية تقع في المملكة المتحدة في باكينجهامشير.